# Matilde Moraschi
Matilde Moraschi (Breme, 11 aprile 1910 – Milano, 16 aprile 2004) è stata una cestista, schermitrice, velocista e discobola italiana.

## Carriera

### Pallacanestro
La Moraschi ha vinto sei volte il campionato italiano: nel 1934 e 1935 con la Canottieri Milano, nel 1936, 1937, 1937-1938 e nel 1938-1939 con l'Ambrosiana-Inter.
Dopo aver vinto il campionato del 1934 con la Canottieri Milano fu insignita, con tutte le altre compagne di club, della "medaglia di bronzo al valore atletico".
Smise di giocare alla fine della stagione 1940-1941.

### Atletica leggera
Matilde Moraschi è stata anche un'atleta specializzata nella velocità. Iniziò l'attività sportiva alla Forza e Coraggio di Milano, società con cui a soli 17 anni partecipò al suo primo campionato italiano di atletica leggera a Bologna il 3 ottobre 1927, terza classificata nel lancio del disco con m. 26,39.
Ha poi disputato i Giochi olimpici del 1928 di Amsterdam, gareggiando nei 100 metri piani venendo eliminata nella terza batteria di qualificazione.
In seguito fu tesserata per la Pro Patria et Libertate di Busto Arsizio.

### Scherma
Aveva già iniziato l'attività cestistica quando disputò le ultime gare di fioretto culminate nel campionato italiano che ebbe luogo sabato 26 maggio 1934 a Cremona.

## Palmarès
- Campionato italiano: 6
Canottieri Milano: 1934 e 1935;
Ambrosiana-Inter: 1936, 1937, 1937-1938 e 1938-1939.